# Cyprinella panarcys
Cyprinella panarcys (tên tiếng Anh là Conchos Shiner) là một loài của cá vây tia thuộc họ Cyprinidae.
Loài này chỉ có ở México.